# Nazir Akbarabadi
Nāzīr Akbarābādi (născut Wali Muhammad; n. 30 ianuarie 1735, Delhi, Imperiul Mogul – d. 16 august 1830, Agra, Imperiul Mogul) a fost un poet indo-pakistanez de limbă urdu.
A scris poeme „strofice” în genul „nazm”, caracterizate prin simplitate expresivă, fraternitate, compasiune, realism popular, cu accente de umor, amărăciune, sarcasm, cu versuri de tip esopic, cu o lirică descriptivă pe motive orientale. Printre scrierile sale se pot enumera: Ādmī-nāma („Cântecul omului”) și Bangiāra-nāma („Poemului negustorului de cereale”).